# کریس بروشو
کریس بروشو (به انگلیسی: Chris Brochu) یک بازیگر، خواننده و ترانه‌سرای آمریکایی است که بیشتر برای نقش لوک پارکر در سریال خاطرات خون‌آشام شناخته شده‌است.

## برگزیدهٔ آثار
| نام فیلم          | سال تولید | نقش                                    |
| ----------------- | --------- | -------------------------------------- |
| منتالیست          | ۲۰۰۹      | جین جوان (فصل ۲ , اپیزود ۱۰)           |
| ان‌سی‌آی‌اس: لس‌آنجلس | ۲۰۱۰      | افسر آلن (فصل ۴ , اپیزود ۱۰)           |
| موج سوار          | ۲۰۱۱      | تیمی همیلتون                           |
| خاطرات خون‌آشام    | ۲۰۱۳–۲۰۱۵ | لوکاس «لوک» پارکر (نقش دوره ای)        |
| بی شرم            | ۲۰۱۶      | دیلن (فصل ۶ اپیزود ۱) (فصل ۶ اپیزود ۲) |
| جادوگران          | ۲۰۱۹      | دریک ۱ قسمت                            |
| دودمان            | ۲۰۱۹      | دیل (فصل ۲, قسمت ۱۶)                   |
| تماس صفر          | ۲۰۲۱      |                                        |